# Sklenářovické údolí
Sklenářovické údolí je přírodní památka na území zaniklé vesnice Sklenářovice poblíž obce Mladé Buky v okrese Trutnov. Oblast spravuje Správa KRNAP.
Přírodní památka se rozkládá v hluboce zaříznutém údolí Zlatého potoka mezi Sklenářovickým vrchem (921 m) na východě a Bartovým lesem (732 m) na západě a zaujímá území luk původně patřících k dnes zaniklé obci Sklenářovice. Po vysídlení německých obyvatel a opuštění vesnice začaly louky zarůstat, od roku 1999 jsou postupně revitalizovány.

## Předmět ochrany
Důvodem ochrany je rozsáhlý komplex podhorských a horských luk a mokřadů s mimořádnou a dosud zachovalou mozaikou rozptýlené zeleně a chráněných a ohrožených rostlinných společenstev, rostlinných a živočišných druhů; dochovaný stav krajiny formovaný činností člověka. Z pestrého druhového složení vegetace patří četné rostliny ke zvláště chráněným, například orchideje prstnatec bezový (Dactylorhiza sambucina), prstnatec májový (Dactylorhiza majalis), pětiprstka žežulník (Gymnadenia conopsea), vstavač mužský znamenaný (Orchis mascula) a vemeník dvoulistý (Platanthera bifolia) nebo vlhkomilná tolije bahenní (Parnassia palustris). Žijí tu také desítky vzácných druhů ptáků, například kriticky ohrožený luňák červený (Milvus milvus), orel křiklavý (Clanga pomarina), tetřev hlušec (Tetrao urogallus), čáp černý (Ciconia nigra), krahujec obecný (Accipiter nisus), ostříž lesní (Falco subbuteo) nebo křepelka polní (Coturnix coturnix), je tu zastoupeno i mnoho dalších ohrožených živočichů, mimo jiné zmije obecná (Vipera berus) nebo čolek horský (Ichthyosaura alpestris).